# Hybanthus velutinus
Hybanthus velutinus är en violväxtart som beskrevs av G. K. Schulze. Hybanthus velutinus ingår i släktet Hybanthus och familjen violväxter. Inga underarter finns listade i Catalogue of Life.